# The Independent (Austin)
Il The Independent è un grattacielo residenziale di Austin in Texas. 

## Storia
I lavori di costruzione dell'edificio, iniziati nel 2016, sono stati portati a termine nel 2019.

## Descrizione
Alto 58 piani, raggiunge un'altezza di 210 metri, cosa che ne fa il grattacielo più alto della città, superando il The Austonian, alto 208 metri. Si tratta inoltre del più alto edificio residenziale degli Stati Uniti a ovest del fiume Mississippi.
Al suo interno trovano spazio 370 unità abitative. Il 9º piano accoglie diversi servizi per i residenti come una piscina riscaldata, una sala sociale, un piccolo parco giochi e un'area dedicata ai cani, mentre al 34º piano si trovano una palestra, un'area yoga, un cinema privato e un salotto esterno.